# Carl Philipp von Kropff
Carl Philipp von Kropff, modernisiert Karl Philipp von Kropff, (* 17. Juni 1748 in Cattenstedt, Herzogtum Braunschweig; † 17. Mai 1820 in Berlin) war ein deutscher Forstmann und Rittergutsbesitzer. Er erwarb sich Verdienste um die kurmärkischen Forsten.

## Leben
Er war der Sohn des Oberhauptmanns des Fürstentum Blankenburg im Harz, Heinrich Sigismund von Kropff (1711–1782). Sein Vater war Erbherr auf Cattenstedt und Gröningen und seine Mutter Wilhelmine Charlotte war eine geborene von Ingersleben. Seine Familie war traditionell eng mit dem Forstwesen verbunden, während seine Schwester Äbtissin des Stifts Marienborn wurde.
Da bereits sein Großvater als Oberforstmeister tätig war, schlug auch Carl Philipp von Kropff die Forstlaufbahn ein. Er erlernte ab 1763 das Forst- und Jagdwesen bei dem anhalt-bernburgischen Wildmeister Karl Rudolf Döbel in Gernrode und Ballenstedt, anschließend im Fürstentum Blankenburg beim Oberförster Johann Karl Thiemann in Wienrode und endlich beim gräflich-stolberg-wernigerödischen Oberforstmeister Hans Dietrich von Zanthier in Ilsenburg (Harz).
Am 17. November 1767 erhielt Carl Philipp von Kropff seine erste Anstellung im preußischen Forstdienst. Er wurde als Kommissar in Grafschaft Mark gesandt, um die gemeinschaftlichen Holzungen dort zu vermessen, ihren Ertrag abzuschätzen und unter die einzelnen Interessenten zu verteilen. Später erhielt er die Direktion über das Forstwesen der Grafschaft Mark und zeitgleich das Referat über das Domänenwesen der vier Ämter Iserlohn, Altena, Neuenrode und Plettenberg, sowie das Bauwesen bei der Kammer übertragen. Im Mai 1768 erhielt er die amtliche Bestallung als Kriegs- und Domänenenrat in Hamm und war für das Forst- und Bauwesen in der dortigen Kriegs- und Domänenkammer zuständig. Eine erbetene Umsetzung in den unmittelbaren Forstbereich wurde 1774 abgelehnt. Negativ ging auch seine Bewerbung um die Stelle eines Oberforstmeisters in Halberstadt im Jahre 1777 aus.
1778 erfolgte nach dem Ausscheiden von C. W. Koch seine Berufung als Forstdepartementsrat der kurmärkischen Kriegs- und Domänenkammer nach Berlin, wo ihm zugleich die Oberleitung der Wirtschaft in den bei Berlin, Potsdam, Spandau und Köpenick gelegenen königlichen und städtischen Forsten übertragen wurde. Zwischen 1780 und 1786 war er unter Beibehaltung dieser Leitung mit dem 1783 verliehenen Titel Geheimer Rat als technischer Referent des Forstdepartements für die Provinzen Kur- und Altmark, Preußen und Litauen tätig. Außerdem hatte er das Forstvermessungs- und Taxationswesen im ganzen preußischen Staate (mit Ausnahme Schlesiens) zu leiten.
Im Herbst 1786 erfolgte seine Ernennung zum ersten Oberforstmeister der Kurmark. Dabei trat er die Nachfolge des A. W. F. von Krosigk an. Er stand bis zu dessen Tod in Berlin in einem gespannten Verhältnis zum preußischen Oberforstmeister Friedrich August Ludwig von Burgsdorff (1747–1802). In seiner 1807 erschienenen Publikation System und Grundsätze des Königl. Preußischen Churmärkschen ersten Oberforstmeisters Carl Philipp von Kropff, bey Vermessung, Eintheilung, Abschätzung, Bewirthschaftung und Cultur der Forsten fügte er den Anhang Nebst beyläufiger Berichtigung verschiedener in den Forst-Handbüchern des Oberforstmeisters F. A. L. von Burgsdorf enthaltenen Lehren. bei, in dem er den verstorbenen Burgsdorff in umfangreicher Weise korrigierte. 
1809 erfolgte seine Ernennung zum Mitglied der kurmärkischen Regierung.
In der Heimat übernahm er nach dem Tod des Vaters dessen Gut in Gröningen.

## Familie
Carl Philipp von Kropff war verheiratet mit Charlotte Philippine von Lüderitz. In zweiter Ehe heiratete er Caroline Henriette geborene Schenck von Flechtingen († 13. März 1820), die Ehe wurde geschieden und sie heiratete einen Oberst von Below. Das Paar hatte aber wenigstens einen Sohn:
- Karl Eduard Friedrich Ludwig Ferdinand (* 2. September 1793; † 11. Februar 1872), preußischer Generalleutnant

⚭ 12. Oktober 1820 (Scheidung 11. Dezember 1852) Bertha Philippine Karoline von Alvensleben (* 6. Juni 1801; † 14. Juni 1892)
⚭ 8. April 1856 Gräfin Angnes Ernestine Ludowika Alexandrine Prebentow von Przebendowski (* 15. November 1834; † 11. August 1902)
Seine dritte Frau wurde Charlotte Dorothea Sophie von Lüderitz.

## Werk
Er schrieb u. a. 1807 die Monographie System und Grundsätze bei Vermessung, Eintheilung, Abschätzung, Bewirthschaftung und Cultur der Forsten. Nebst beiläufiger Berichtigung verschiedener in den Forst-Handbüchern des Oberforstmeisters F. A. L. von Burgsdorf enthaltenen Lehren.

## Ehrungen
- Ritter des Roten-Adler-Ordens
- Verdienste erwarb er sich u. a. in Bezug auf den Anbau von Sandschollen in der Kurmark. Carl Philipp von Kropff brachte bis zum Jahre 1807 über 6000 Morgen ertragslose Sandschollen innerhalb und außerhalb der Forste in so sachkundiger Weise und mit so geringen Kosten in Kultur, dass für ihn deshalb 1804 und 1806 auf Spezialbefehl des Königs Friedrich Wilhelm von Preußen besondere Belobungsschreiben ausgestellt worden sind.[3]